# Gliese 436
 Gliese 436  (GJ 436 / HIP 57087 / LHS 310) es una tenue estrella enana roja de magnitud +10,68 que se encuentra aproximadamente a 33 años luz de la Tierra.
Está situada en la constelación de Leo al noreste de Duhr (δ Leonis) y Chertan (θ Leonis), norte de Denébola (β Leonis), sureste de Alula Borealis (ν Ursae Majoris), y norte de Cor Caroli (α Canum Venaticorum) y Asterion (β Canum Venaticorum).
Desde 2004 se conoce la existencia de una exoplaneta en torno a Gliese 436 (Gliese 436 b), si bien perturbaciones en la órbita de este planeta sugieren un posible compañero adicional parecido a la Tierra, más tarde se informó que se trata de Gliese 436 c . Un tercer planeta — no confirmado— podría completar el sistema.

## Características físicas
De tipo espectral M2.5 V, Gliese 436 puede tener una masa correspondiente al 44% de la masa solar.
Modelos matemáticos adjudican a Gliese 436 un radio aproximado del 42% del radio solar y una temperatura superficial aproximada de 3410 K.
Brilla con una luminosidad bolométrica —que incluye una importante cantidad de radiación emitida como luz infrarroja— equivalente al 2,5% de la luminosidad solar.
Su velocidad de rotación proyectada es menor de 3 km/s y su cromosfera tiene un bajo nivel de actividad magnética.
Con una edad estimada de más de 11 000 millones de años, Gliese 436 parece ser una estrella mucho más antigua que el Sol y es considerada miembro de la población del disco antiguo, con velocidades en el sistema de coordenadas galácticas de U=+44, V=−20 y W=+20 km/s.
Tiene una metalicidad —contenido de metales más pesados que el 4
2He— de sólo el 48% de la del Sol.

## Sistema planetario

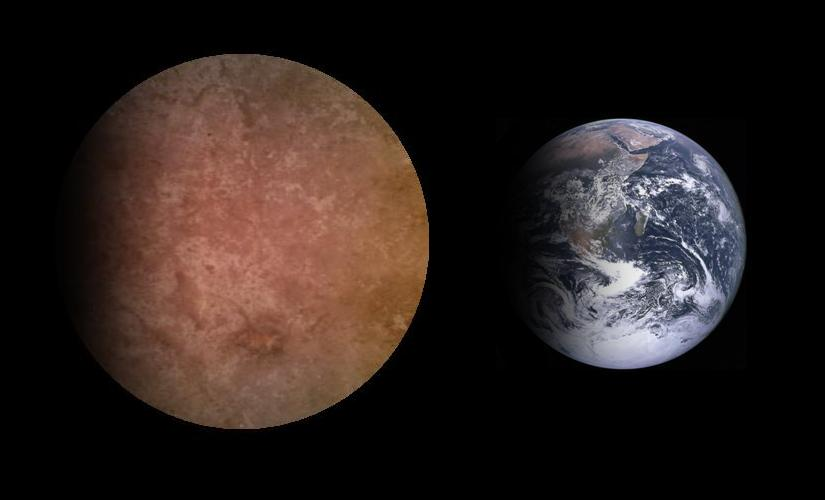
Comparación entre el hipotético planeta Gliese 436 c y la Tierra.

Un grupo de astrónomos europeos, coordinados por la Universidad de Lieja han identificado un planeta extrasolar constituido casi enteramente de agua que orbita alrededor de esta estrella. El planeta confirmado que orbita alrededor de Gliese 436, denominado Gliese 436 b, tiene un periodo orbital de 2,64 días terrestres. Se mueve a 0,029 UA de la estrella, si bien la órbita parece ser moderadamente excéntrica (e = 0,15).
La masa de Gliese 436 b es unas 22 veces la de la Tierra —0,074 veces la masa de Júpiter— con un diámetro correspondiente al 37% del de este planeta.
En general, las mediciones de espectroscopia de efecto Doppler no proporcionan mediciones de la masa de los objetos en órbita, ofreciendo tan sólo el valor de M cos(i), donde M es la masa del planeta, e i es el ángulo entre la línea de observación y el plano orbital del planeta. Por lo tanto, el método sólo proporciona un límite inferior para la masa del objeto, ya que no entrega valores para el ángulo i. Sin embargo, para el sistema Gliese 436, el método de tránsito astronómico indica que el plano de observación y el de la órbita del planeta están casi alineados, por lo que la masa medida debe ser la correcta.
En 2008, científicos españoles anunciaron el descubrimiento de un segundo planeta —Gliese 436 c—, por el análisis de su influencia en la órbita de Gliese 436 b.
Con una masa 5 veces mayor que la masa terrestre, su radio sería un 50% más grande que el de nuestro planeta.
El análisis de las velocidades radiales revela una señal significativa correspondiente a un período orbital muy cercano a la resonancia orbital 2:1 con el planeta previamente descubierto.
La separación respecto a la estrella sería de 0,045 ± 0,004 UA con un período orbital de 5,2 días.
Sin embargo, ulteriores estudios parecen descartar que las perturbaciones observadas en la órbita de Gliese 436 b sean achacables a la presencia de un segundo planeta, por lo que la existencia de Gliese 436 c queda aún por confirmar.
Por otra parte, en julio de 2012 se anunció el descubrimiento de un posible tercer planeta —denominado UCF-1.01— cuyo tamaño sería dos tercios del de la Tierra.
Completaría una órbita alrededor de Gliese 436 cada 1,36 días. El planeta se cree que posiblemente tiene vida por ser tan similar con la tierra y por estar constituido por agua.
| Planeta                  | Masa               | Semieje mayor (UA) | Periodo orbital (días) | Excentricidad | Inclinación | Radio           |
| ------------------------ | ------------------ | ------------------ | ---------------------- | ------------- | ----------- | --------------- |
| UCF-1.01 (no confirmado) | 1/3 M⊕             | 0,018              | 1,36                   | ?             | ?           | 2/3 R⊕          |
| b                        | 0,0737 ± 0,0052 MJ | 0,02887 ± 0,00095  | 2,6439 ± 1,6 × 10T-6   | 0,15 ± 0,012  | ?           | 0,365 ± 0,02 RJ |
| c (no confirmado)        | 5 M⊕               | 0,045              | 5,2                    | ?             | ?           | ?               |

### Agua
Este mundo de agua podría estar circundado por atmósfera de gases livianos, en forma análoga a Neptuno y Urano, o bien de agua, como algunos satélites de Júpiter. Sin embargo, considerando que el planeta orbita a solamente 4 millones de km de su estrella, se calcula que su temperatura estaría en torno a 300 °C, es decir que el agua en las camadas superiores estaría en estado de vapor.
En el interior del planeta, por efecto de una presión sumamente elevada, el agua debería asumir estados que en la Tierra solo se obtienen en experimentos de laboratorio (en efecto el agua puede presentarse en por lo menos una docena de estados diferentes, uno de los cuales es el hielo en la forma que lo conocemos. Bajo presiones muy elevadas el hielo pasa a otros estados sólidos, más densos que el hielo que conocemos en la Tierra, y del agua líquida, en forma semejante al carbono, que se transforma en diamante. 

Al interior del planeta de la estrella GJ 436, este hielo estaría a una temperatura de varias centenas de grados. El descubrimiento de este planeta de “hielo hirviente” tan próximo a nosotros, indica que planetas similares a Urano y Neptuno, pero que orbitan muy próximos de su estrella, podrían ser frecuentes, y que un buen número de ellos podría estar constituido por agua, y que en algunos casos, las temperaturas podrían permitir que, en las camadas más superficiales, el agua estuviera en el estado líquido.